# Puente Kokushkin
El puente Kokushkin (en ruso: Кокушкин мост) es un puente que atraviesa el Canal Griboedova en San Petersburgo, Rusia.

## Historia
El puente debe su nombre a la comerciante Vasily Kokushkin, cuya casa estaba ubicada en la esquina del Callejón de Kokushkin y el Jardín de la Calle. Desde 1786 a 1796, se lo denominó puente de Kokushkinov y desde 1801 hasta 1853 el puente fue erróneamente llamado puente de Kukushkin ('puente del cuco', en ruso). Hasta 1872, el puente se denominaba oficialmente tanto Kokushkin y como Kakushkin.

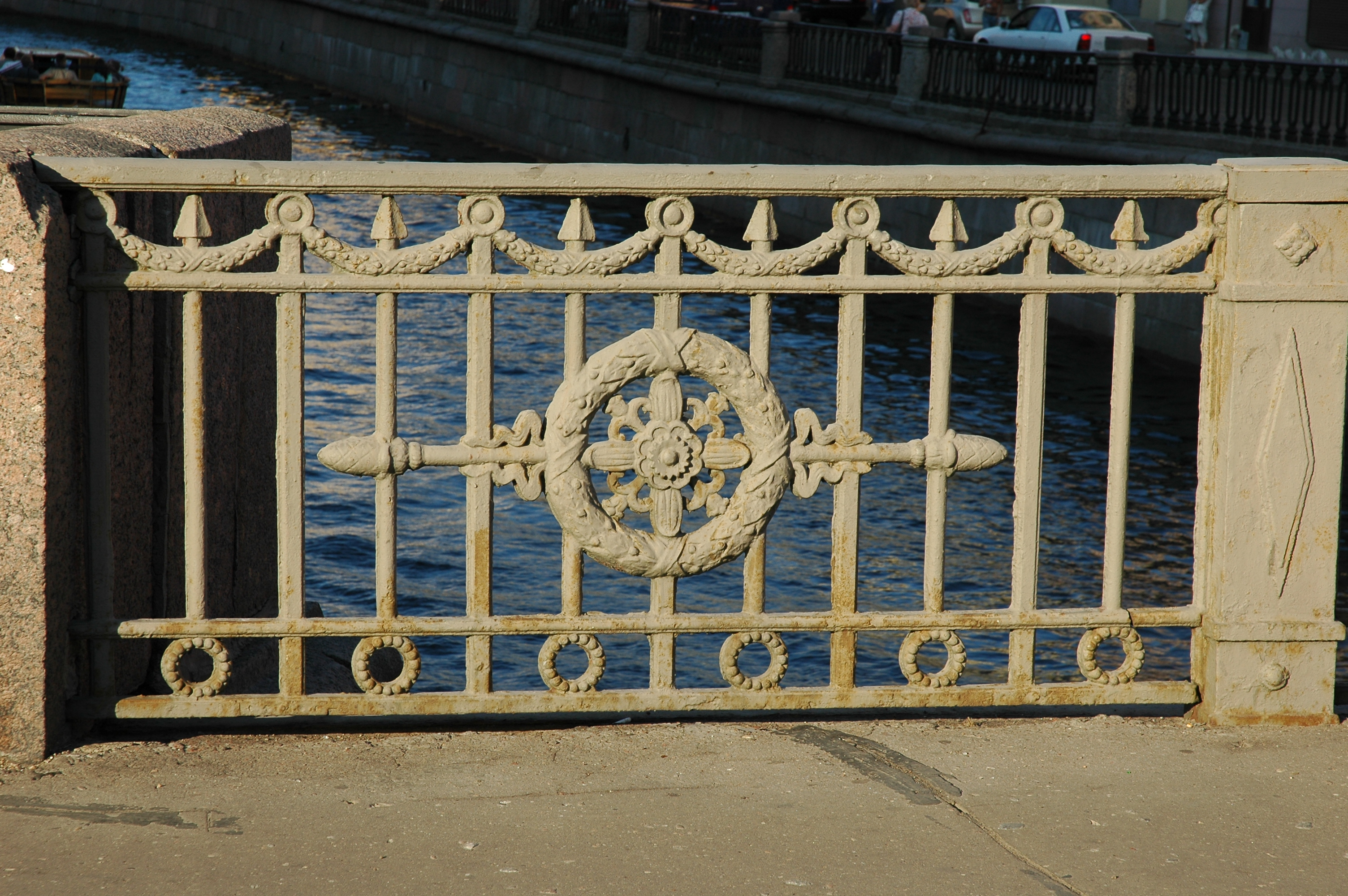
Un tramo de la verja.

El primer puente de madera en ese lugar fue construido en 1790. Se sometió a una restauración en el año 1872, cuando la luz fue sustituida por una réplica exacta, por lo que el puente conserva la misma apariencia.
En 1946, el puente fue reemplazado con uno nuevo, por el ingeniero B. B. Levin y el arquitecto L. A. Noskov. Se han eliminado por completo los antiguos apoyos y en su lugar se han colocado unos nuevos. La luz de madera fue reemplazada con una de acero que consta de ocho vigas soldadas.
Se han instalado unas nuevas barandillas de hierro fundido en el puente. Los pilares de la verja se asemejan a estos en el canal del dique.

## El puente en la literatura
Aunque el puente no es el más famoso ni pintoresco, está relacionado con algunos de los autores más destacados de la literatura rusa. Por ejemplo, la obra Crimen y castigo de Fiódor Dostoyevski hace mención de este en su inicio:

En una tarde extremadamente calurosa de principios de julio, un joven salió de la reducida habitación que tenía alquilada en la callejuela de S*** y, con paso lento e indeciso, se dirigió al puente K***.
 Fiódor Dostoyevski, Crimen y castigo

El «puente K****» es una referencia al puente Kokushkin.